# Giovanni I d'Alvernia
Giovanni I d'Alvernia (in francese Jean Ier d'Auvergne; 1313 circa – Compiègne, 24 marzo 1386) fu conte di Montfort, d'Alvernia e di Boulogne, dal 1361 alla sua morte.

## Origine
Secondo la Histoire généalogique de la maison d'Auvergne, Giovanni era il figlio primogenito del conte d'Alvernia e conte di Boulogne, Roberto VII di Clermont e della sua seconda moglie, Maria di Dampierre, figlia del secondogenito del conte di Fiandra, Guido di Dampierre, Guglielmo, signore di Termonde, Richebourg e Crèvecœur, e di Alice di Clermont e di Nesle, viscontessa di Châteaudun. Il re di Francia, Filippo IV il Bello, approvò personalmente il matrimonio, come viene confermato dal documento della Histoire généalogique de la maison d'Auvergne, datato 1312.
Secondo la Histoire généalogique de la maison d'Auvergne Roberto VI di Clermont era l'unico figlio del conte d'Alvernia e conte di Boulogne, Roberto VI di Clermont e di Beatrice di Montgascon, signora di Montgascon e di Pontgibaut, figlia di Falcone, signore di Montgascon e di Isabella di Ventadour.

## Biografia
Nel 1314, suo nonno, Roberto VI, fece testamento designando come erede la moglie, madre di Roberto VII, Beatrice (Beatrici carissima uxori meæ), seguito poi da un altro testamento di Beatrice che dichiarava erede suo padre, Roberto, il loro unico figlio (dominum Rotbertum de Bolonia militem filium meum procreatum de domino meo Domino comite Arverniae et Boloniae prædicto in erede universalem), che nel 1317 succedette al padre, come Roberto VII.
La morte di suo padre Roberto VII viene datata al 13 ottobre 1325; il Baluze dice che nel 1326, il re di Francia, Carlo IV il Bello, in un documento lo cita come già morto; suo fratellastro, Guglielmo, gli succedette, in quanto figlio primogenito.
Il re di Francia, Carlo IV il Bello, in un documento, datato 1326, a nome del suo fratellastro, Giovanni XII, che era suo cognato (avendo sposato Giovanna d'Évreux, la sorella della moglie di Giovanni XII, Margherita:) e lo citava come amato, fedele e caro fratello, garantiva a Giovanni ed ai suoi fratelli la loro parte di eredità dovuta alla dote della loro madre, Maria di Dampierre, seconda moglie di Roberto VII.
La stessa garanzia, sempre a nome di Guglielmo XII, viene data dal nuovo re di Francia, Filippo VI di Valois, a Giovanni ed ai suoi fratelli, nel 1330.
Il primo agosto 1332, suo fratellastro, Guglielmo XII, redasse il suo testamento in cui designava sua erede la figlia, Giovanna, sotto tutela della madre, Margherita d'Évreux; nel caso che Giovanna fosse morta senza eredi, il testamento indicava Giovanni come legittimo successore. Il testamento si può consultare nelle Preuves de l'Histoire généalogique de la maison d'Auvergne.
In un documento datato 1334, sua madre Maria di Dampierre, vedova del conte Roberto VII, si pone come tutrice dei figli minori nei confronti dei due figli maggiori, Giovanni e Guido.
Nel 1336, Giovanni assieme alla moglie (Iean de Boulongne et damoiselle Ieanne de Clermont sa femme fille de ladite feue Comtesse de Soissons) ratificò uno scambio di proprietà fatto dalla suocera (Madame Ieanne de Dargies Comtesse de Soissons).
Nel 1361, il duca di Borgogna che era anche Conte di Borgogna e di Artois e conte di Alvernia e di Boulogne, Filippo di Rouvres si ammalò e poco dopo morì.

Alla sua morte, il 27 novembre 1361, senza legittimi eredi, causata dalla peste, il re di Francia, Giovanni II il Buono, in quanto suo parente più prossimo (cugino primo di suo padre oltre che patrigno), annesse alla corona, il ducato di Borgogna; mentre le contee di Borgogna, e Artois andarono alla prozia (sorella della nonna paterna, Giovanna III di Borgogna) di Filippo, Margherita I di Borgogna; infine le contee di Boulogne e Alvernia andarono al prozio (fratellastro del nonno materno, Guglielmo XII d'Alvernia) di Filippo, Giovanni I d'Alvernia. Questa divisione scontentò il re di Navarra, Carlo, detto il Malvagio, che riteneva di avere diritto ad una parte dell'eredità, e per questo minacciò una guerra.
Giovanni allora insieme al fratello, cardinale di Boulogne, in quello stesso anno, fu incaricato, da Giovanni II il Buono di occupare per conto della corona il ducato di Borgogna; Giovanni eseguì l'incarico con gran rapidità ed efficacia, tanto che re Giovanni II poté, già in data 15 gennaio 1362, porre il ducato in appannaggio al suo figlio quartogenito, Filippo di Francia detto l'Ardito o il Temerario.
Il 22 marzo 1386, Giovanni redasse il suo testamento in cui designava suo erede il figlio, Giovanni, ed inoltre dava disposizione di voler essere inumato nell'abbazia di Bouschet-Vauluisant Yronde-et-Buron. Il testamento si può consultare nelle Preuves de l'Histoire généalogique de la maison d'Auvergne.
Giovanni morì due giorni dopo e fu sepolto nell'abbazia di Bouschet-Vauluisant; gli succedette il figlio Giovanni, come Giovanni II.

## Matrimonio e Discendenza
Nel 1328 Giovanni aveva sposato Giovanna di Clermont (1312 - 1388 circa), signora di Saint-Just, figlia di Giovanni di Clermont, signore di Charolais e di Giovanna di Dargies, signora di Dargies e di Catheux e contessa di Soissons. Il matrimonio viene confermato anche dal documento datato 1334, in cui la madre di Giovanni, Maria di Dampierre, vedova del conte Roberto VII, si pone come tutrice dei figli minori nei confronti dei due figli maggiori, Giovanni e Guido. Giovanna di Clermont sopravvisse al marito, in quanto viene citata ancora vivente nel 1388, come risulta da un documento di una transizione tra lei ed il figlio, Giovanni II.
Giovanni da Giovanna ebbe tre figli:
- Giovanna (†1373[26]), che sposò Beraldo II, Delfino d'Alvernia (1333 - 1399), come conferma il contratto di matrimonio del 1371[27];
- Maria (†1388), che sposò Raimondo Luigi Roger de Beaufort, visconte di Turenna (1352 - 1413), come conferma il contratto di matrimonio del 1375[28];
- Giovanni (†1404), conte d'Alvernia e conte di Boulogne[20].

## Ascendenza
|                                                    |                                      |                                                         | Genitori                                      |  |  | Nonni |  |  | Bisnonni                               |  |  | Trisnonni                     |  |
|                                                    |                                      |                                                         |                                               |  |  |       |  |  | Roberto V, conte d'Alvernia e Boulogne |  |  | Guglielmo X, conte d'Alvernia |  |
|                                                    |                                      |                                                         |                                               |  |  |       |  |  | Roberto V, conte d'Alvernia e Boulogne |  |  | Guglielmo X, conte d'Alvernia |  |
|                                                    |                                      | Adelaide di Brabante, contessa di Boulogne              |                                               |  |  |       |  |  | Roberto V, conte d'Alvernia e Boulogne |  |  |                               |  |
| Roberto VI, conte d'Alvernia e Boulogne            |                                      |                                                         |                                               |  |  |       |  |  | Roberto V, conte d'Alvernia e Boulogne |  |  |                               |  |
|                                                    |                                      | Eleonora di Baffie, signora d'Ambert                    | Guglielmo, signore di Baffie                  |  |  |       |  |  |                                        |  |  |                               |  |
|                                                    |                                      | Eleonora di Baffie, signora d'Ambert                    | Guglielmo, signore di Baffie                  |  |  |       |  |  |                                        |  |  |                               |  |
|                                                    |                                      | Eleonora di Baffie, signora d'Ambert                    | Eleonora di Forez                             |  |  |       |  |  |                                        |  |  |                               |  |
| Roberto VII, conte d'Alvernia e Boulogne           |                                      | Eleonora di Baffie, signora d'Ambert                    |                                               |  |  |       |  |  |                                        |  |  |                               |  |
|                                                    |                                      | Falcone III, signore di Montgascon                      | Roberto Folco, signore di Montgascon          |  |  |       |  |  |                                        |  |  |                               |  |
|                                                    |                                      | Falcone III, signore di Montgascon                      | Roberto Folco, signore di Montgascon          |  |  |       |  |  |                                        |  |  |                               |  |
|                                                    |                                      | Falcone III, signore di Montgascon                      | Beatrice di Beaujeu                           |  |  |       |  |  |                                        |  |  |                               |  |
| Beatrice, signora di Montgascon                    |                                      | Falcone III, signore di Montgascon                      |                                               |  |  |       |  |  |                                        |  |  |                               |  |
|                                                    |                                      | Isabella di Ventadour, signora di Marjaride e Montredon | Ebles VI, visconte di Ventadour               |  |  |       |  |  |                                        |  |  |                               |  |
|                                                    |                                      | Isabella di Ventadour, signora di Marjaride e Montredon | Ebles VI, visconte di Ventadour               |  |  |       |  |  |                                        |  |  |                               |  |
|                                                    |                                      | Isabella di Ventadour, signora di Marjaride e Montredon | Delfina de La Tour                            |  |  |       |  |  |                                        |  |  |                               |  |
| Giovanni I, conte d'Alvernia e Boulogne            |                                      | Isabella di Ventadour, signora di Marjaride e Montredon |                                               |  |  |       |  |  |                                        |  |  |                               |  |
|                                                    | Guido di Dampierre, conte di Fiandra | Guglielmo II, signore di Dampierre                      |                                               |  |  |       |  |  |                                        |  |  |                               |  |
|                                                    | Guido di Dampierre, conte di Fiandra | Guglielmo II, signore di Dampierre                      |                                               |  |  |       |  |  |                                        |  |  |                               |  |
|                                                    | Guido di Dampierre, conte di Fiandra | Margherita II, contessa di Fiandra                      |                                               |  |  |       |  |  |                                        |  |  |                               |  |
| Guglielmo di Dampierre, signore di Termonde        | Guido di Dampierre, conte di Fiandra |                                                         |                                               |  |  |       |  |  |                                        |  |  |                               |  |
|                                                    |                                      | Matilde di Béthune                                      | Roberto VII, signore di Béthune               |  |  |       |  |  |                                        |  |  |                               |  |
|                                                    |                                      | Matilde di Béthune                                      | Roberto VII, signore di Béthune               |  |  |       |  |  |                                        |  |  |                               |  |
|                                                    |                                      | Matilde di Béthune                                      | Elisabetta di Morialmez                       |  |  |       |  |  |                                        |  |  |                               |  |
| Maria di Dampierre                                 |                                      | Matilde di Béthune                                      |                                               |  |  |       |  |  |                                        |  |  |                               |  |
|                                                    |                                      | Raoul II di Clermont-Nesle, signore di Nesle            | Simone II di Clermont-Nesle, signore di Nesle |  |  |       |  |  |                                        |  |  |                               |  |
|                                                    |                                      | Raoul II di Clermont-Nesle, signore di Nesle            | Simone II di Clermont-Nesle, signore di Nesle |  |  |       |  |  |                                        |  |  |                               |  |
|                                                    |                                      | Raoul II di Clermont-Nesle, signore di Nesle            | Adele di Montfort-l'Amaury, signora di Houdan |  |  |       |  |  |                                        |  |  |                               |  |
| Alice di Clermont-Nesle, viscontessa di Châteaudun |                                      | Raoul II di Clermont-Nesle, signore di Nesle            |                                               |  |  |       |  |  |                                        |  |  |                               |  |
|                                                    |                                      | Alice di Dreux-Beu, viscontessa di Châteaudun           | Robert I di Dreux, visconte di Beu            |  |  |       |  |  |                                        |  |  |                               |  |
|                                                    |                                      | Alice di Dreux-Beu, viscontessa di Châteaudun           | Robert I di Dreux, visconte di Beu            |  |  |       |  |  |                                        |  |  |                               |  |
|                                                    |                                      | Alice di Dreux-Beu, viscontessa di Châteaudun           | Clemenza, viscontessa di Châteaudun           |  |  |       |  |  |                                        |  |  |                               |  |
|                                                    |                                      | Alice di Dreux-Beu, viscontessa di Châteaudun           |                                               |  |  |       |  |  |                                        |  |  |                               |  |

### Letteratura storiografica
- A. Coville, Francia. La guerra dei cent'anni (fino al 1380), cap. XVI, vol. VI (Declino dell'impero e del papato e sviluppo degli stati nazionali) della Storia del Mondo Medievale, 1980, pp. 608–641.
- (FR)  Histoire généalogique de la maison d'Auvergne.
- (FR)  Justel, Histoire généalogique de la maison d'Auvergne.
- (FR)  Baluze, Histoire généalogique de la maison d'Auvergne, tome 1.
- (FR)  Histoire généalogique des ducs de Bourgogne de la maison de France.
- (FR)  Preuves de l'Histoire de la maison de Chastillon sur Marne.